# Gerardo de Toul
San Gerardo o Geraldo de Toul, (Geraud (en francés) (Colonia 935-Toul 994) fue un sacerdote alemán y obispo de Toul en 963. Es venerado como santo por diversas confesiones cristianas.

## Biografía
Gerardo provenía de una familia noble y acomodada de Colonia. Sus padres, Inframme y Emma, le dieron educación cristiana y la enviaron a la escuela catedralicia, donde se vio atraído por la vida sacerdotal. Según la tradición, su madre murió alcanzada por un rayo. Gerardo interpretó ese hecho como un castigo divino por sus propios pecados y decidió hacer vida religiosa. 
Una vez ordenado presbítero, continuó los estudios y predicó en las parroquias de Colonia. El capítulo de Toul (Lorena), por aquel entonces, ciudad del Sacro Imperio Romano Germánico gobernada por príncipes-obispos, envió al arzobispo de Colonia la petición para encontrar un sucesor por el obispo Gaucelino, que había muerto, y fue elegido Gerardo por unanimidad. Fue nombrado obispo de Toul y consagrado en Tréveris el 19 de marzo de 963. Tuvo un gobierno respetado y justo que duró 39 años en el poder. Hizo construir diversas escuelas catedralicias, y numerosos eruditos de toda Europa, y sobre todo griegos, estudiaron o impartieron en Toul. 
También construyó iglesias, entre las cuales la catedral de la ciudad. Según la Vita Sancti Gerardi, Gerardo poseía las reliquias de los santos Mansueto y Apro, antiguos obispos de Toul, los llevó a la ciudad y los depositó en la iglesia de San Juan Bautista. Murió en Toul el 23 de abril de 994.